# Hippolyte Pradelles
Pour les articles homonymes, voir Hippolyte et Pradelles.

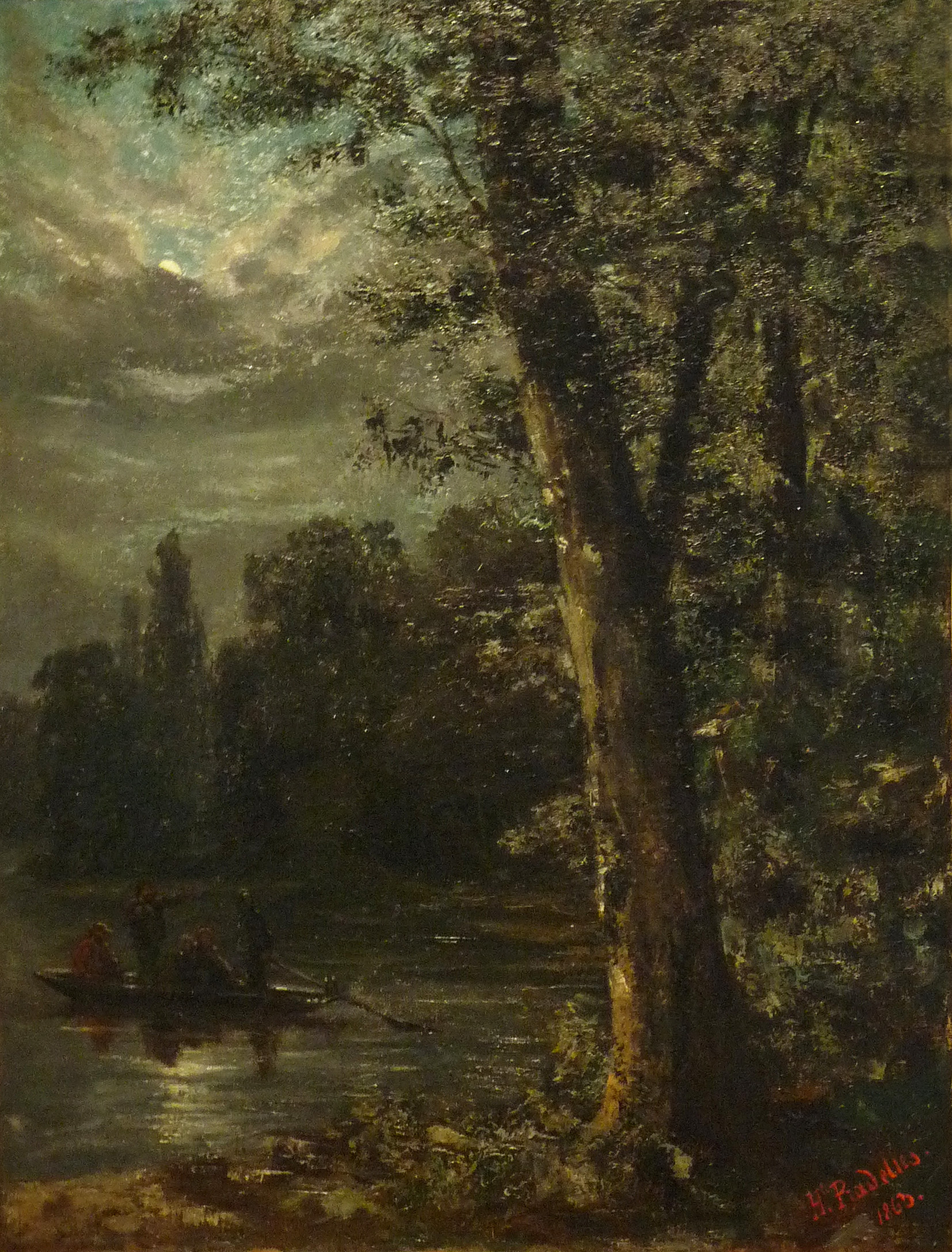
Promenade en bateau au clair de lune (Musée des beaux-arts de Strasbourg)

Justin Jean-Baptiste Hippolyte Pradelles, né le 29 mars 1824 à Strasbourg et mort le 6 janvier 1913 à Bordeaux, est un artiste peintre paysagiste français.

## Biographie
Fils d'officier, il fut l'élève des peintres alsaciens Gabriel-Christophe Guérin et Gustave Brion. Il participa à la Guerre de Crimée comme volontaire, et y croqua de nombreux dessins d'actualité dont quatre furent publiés par L'Illustration. Caporal au 6e régiment d'infanterie de ligne, il fait l'objet d'une évacuation sanitaire. Réformé à Saintes, où se trouvait le dépôt de son régiment, il y reprend son métier d'artiste.
Il est l'un des quatre artistes, avec Louis-Augustin Auguin, Camille Corot et Gustave Courbet, qui forment l'éphémère « groupe du Port-Berteau » réuni en 1862-1863 pour peindre de concert en plein air, sur les bords de la Charente à Bussac-sur-Charente, des paysages d'inspiration naturaliste. Comme son ami Auguin, il s'établit en 1863 à Bordeaux. Il y présente ses œuvres avec succès au Salon de la Société des Amis des Arts de Bordeaux, et y tient un atelier qui attire de nombreux élèves. Pradelles expose aussi au Salon de la Société nationale des beaux-arts à partir de 1863, ainsi qu'à la Société des Amis des Arts de Strasbourg.
Initialement aquarelliste et dessinateur, Hippolyte Pradelles s'adonna ensuite principalement à la peinture paysagiste d'inspiration régionaliste, mais composa également des scènes de genre et des sujets militaires.

## Galerie

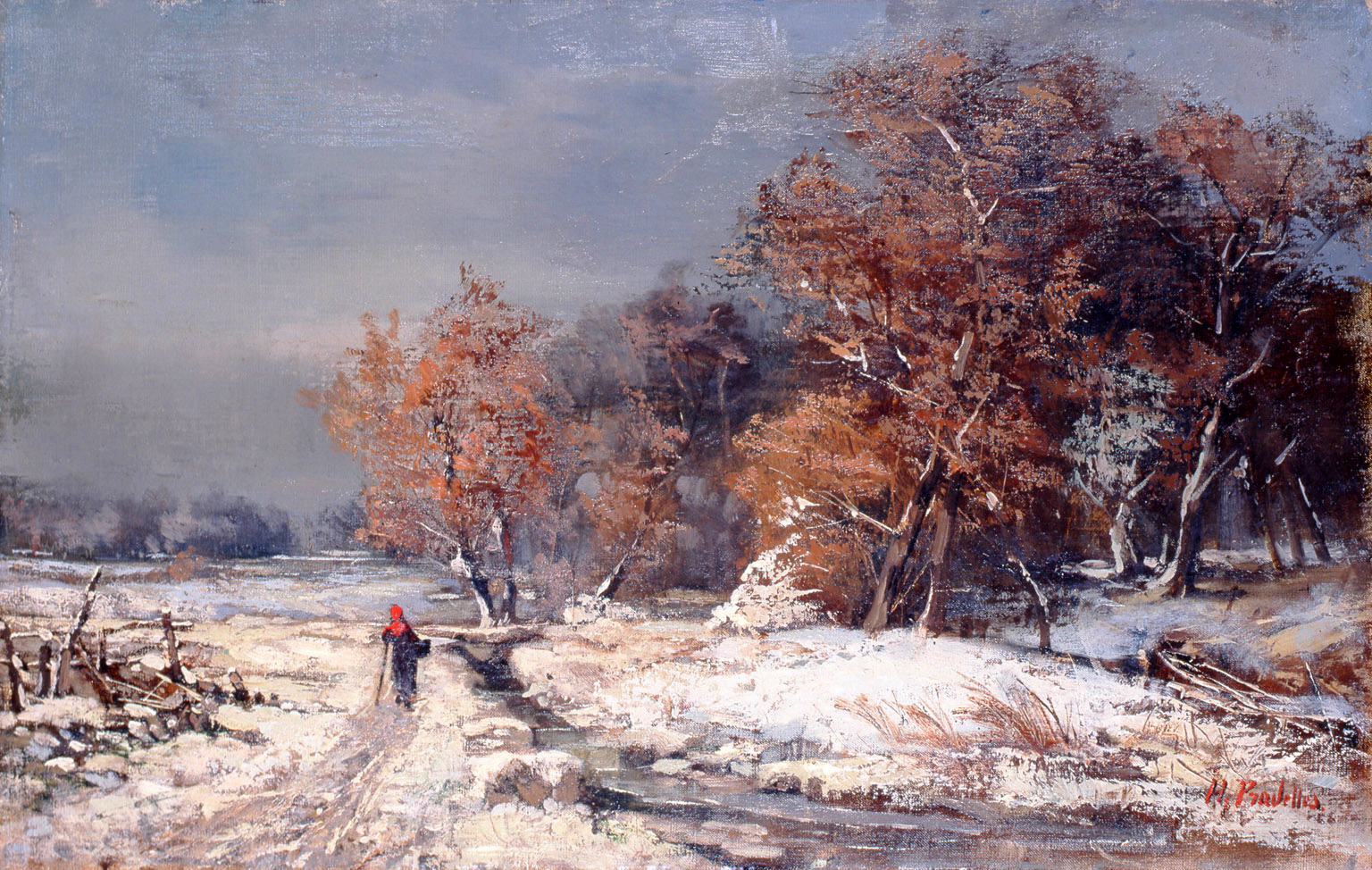
Paysage de neige avec enfant au bonnet rouge
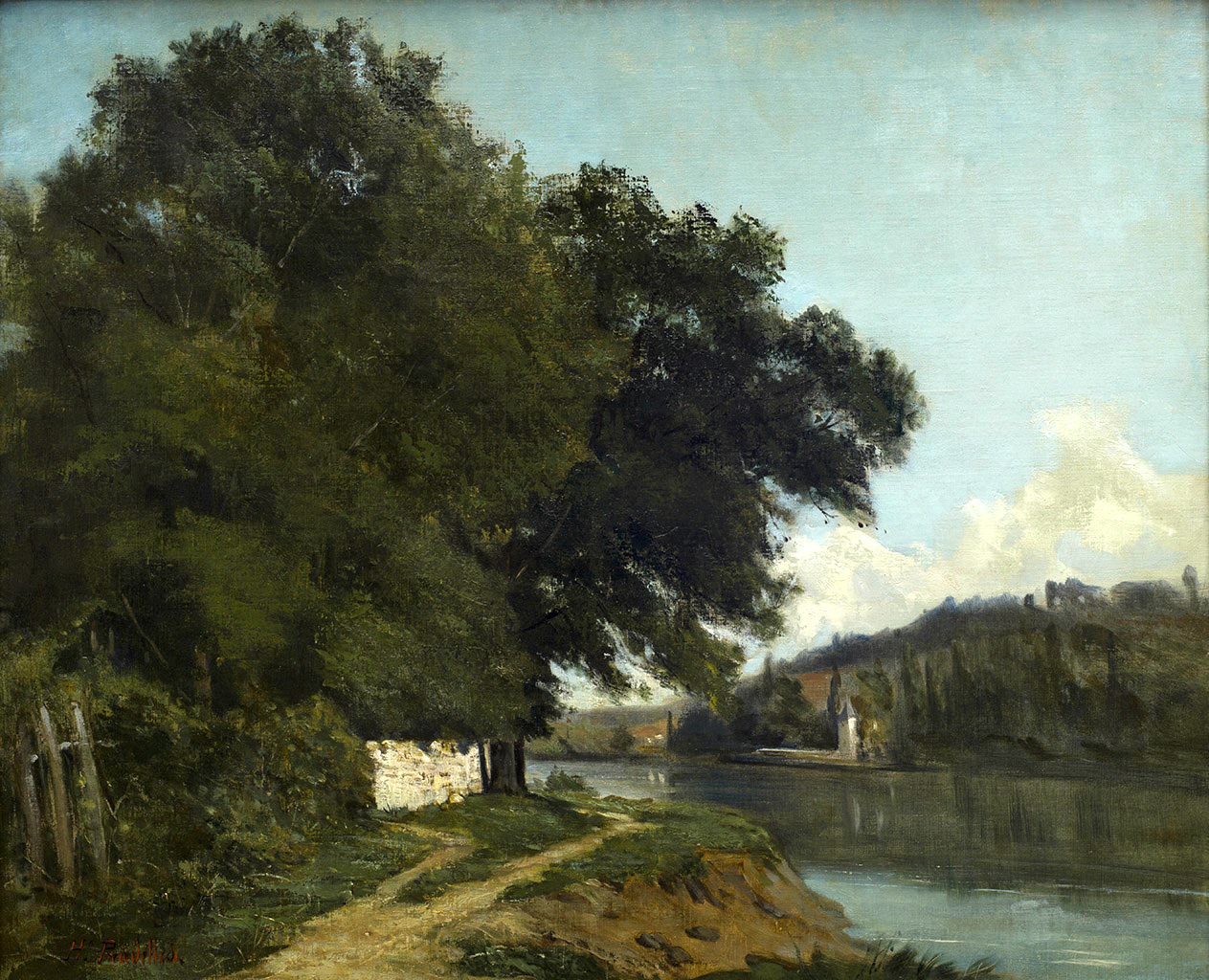
Bords de la Garonne
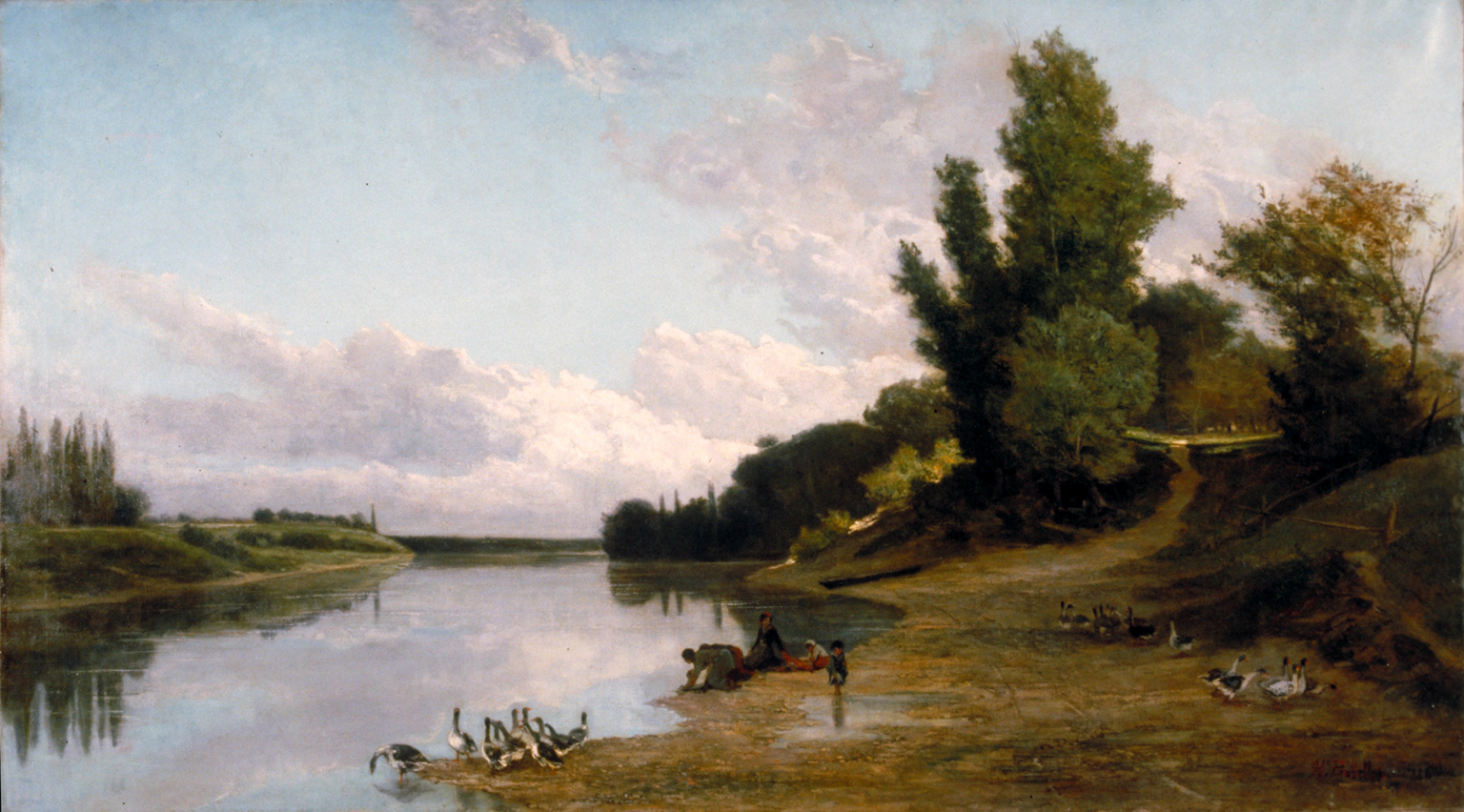
Les bords de la Dordogne à Eynesse
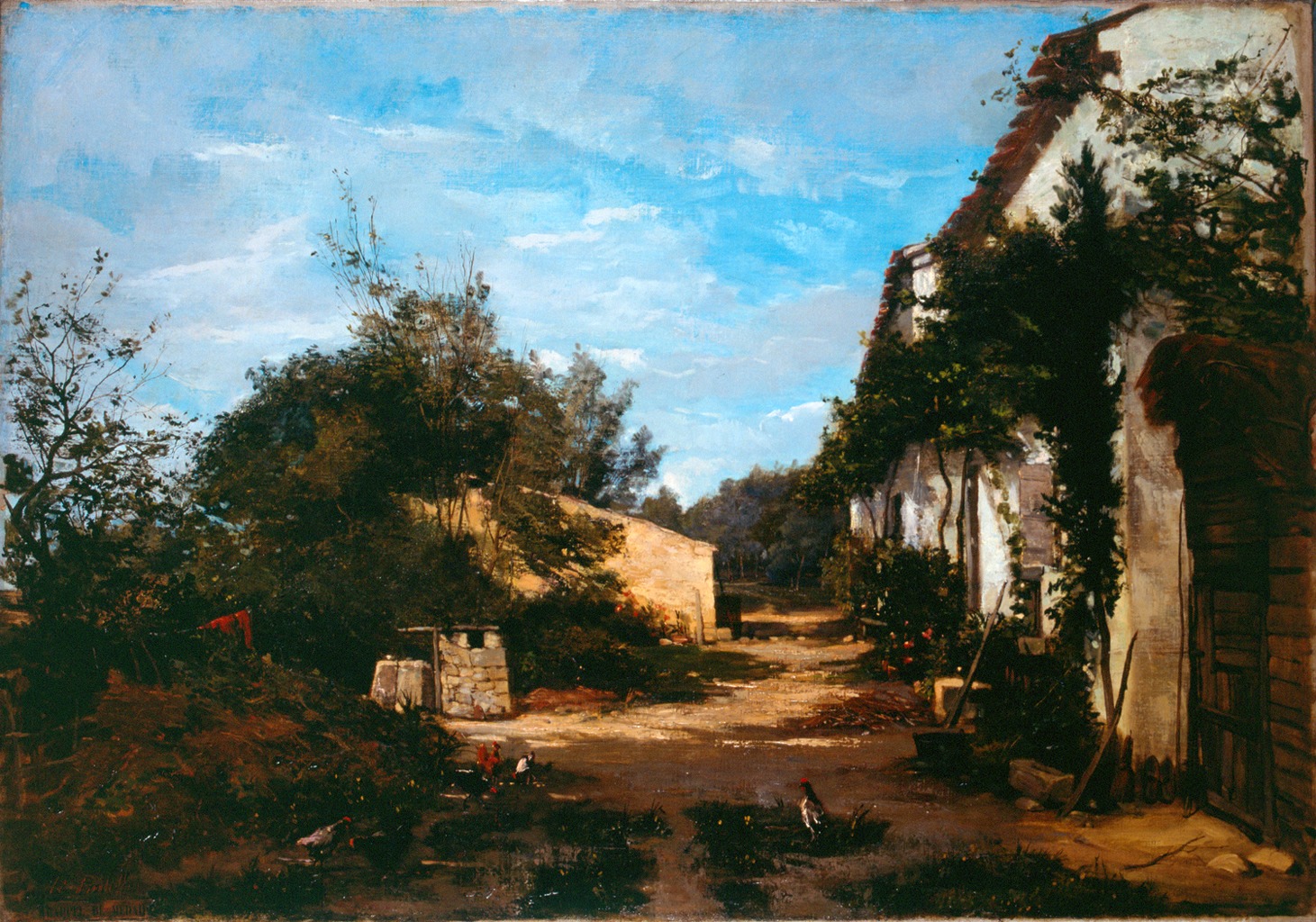
Entrée de ferme
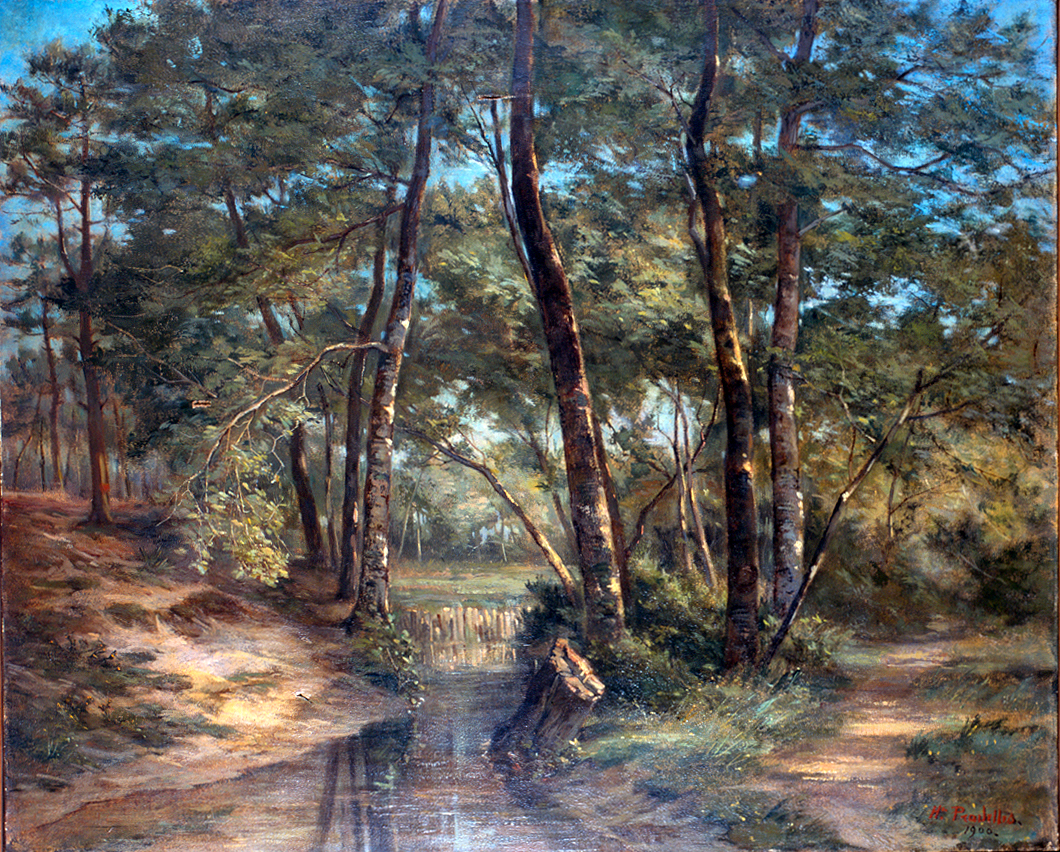
Sous-bois
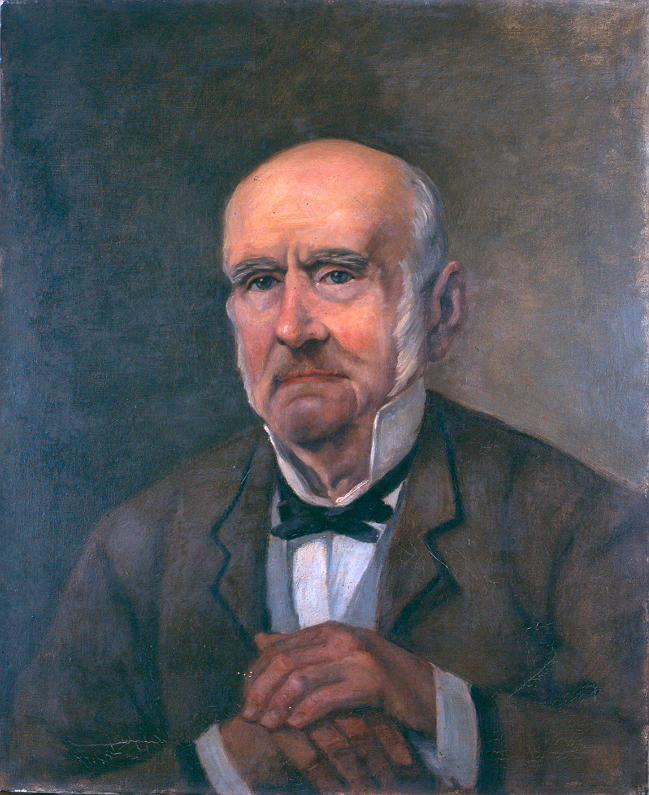
Monsieur Jannesse
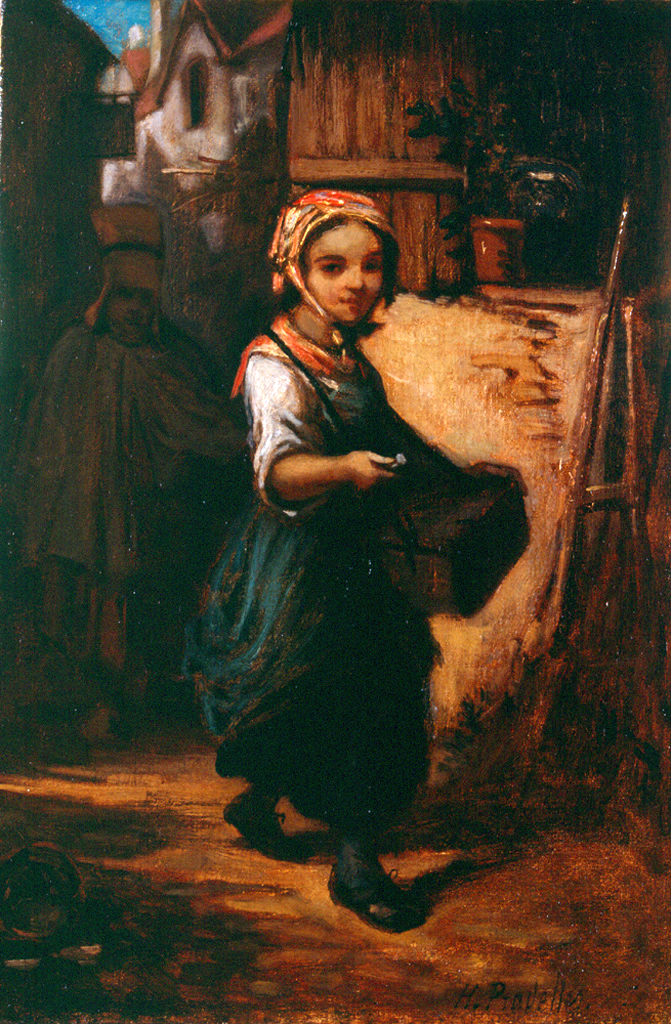
Enfant au panier
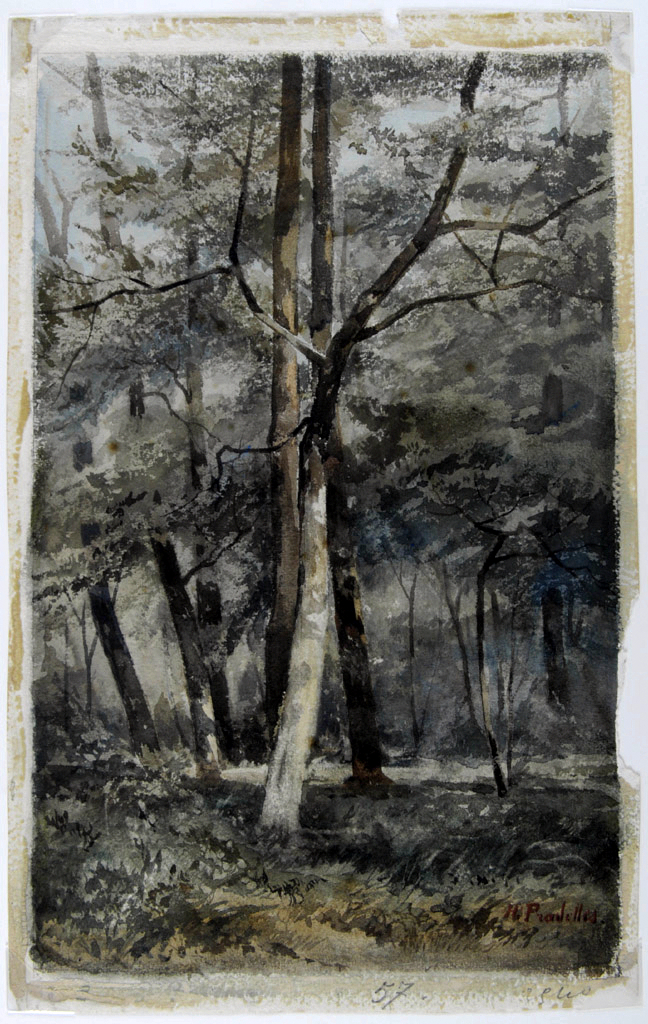
Dans le bois de M. Tardieu

## Élèves
- Alfred Smith (1854-1936)[1].

### Sources et bibliographie
- Eugène Müntz : « Les artistes alsaciens contemporains et les arts en Alsace », Revue d'Alsace, vingtième année, 1869, pp.282-284.
- Roger Bonniot, « La période saintongeaise du peintre alsacien Hippolyte Pradelles », in La revue du Bas-Poitou et des provinces de l'ouest, no 4, juillet-août 1971, p. 265-270
- Roger Bonniot, Gustave Courbet en Saintonge : 1862-1863, C. Klincksieck, Paris, 1973, 405 p.  (ISBN 2-252-01447-4)
- Philippe Ravon : « Courbet - Auguin - Pradelles et la peinture de plein air  dans le Sud-Ouest », La Saintonge littéraire N°72 : Peintres d'Aunis et de Saintonge, 2004.
- Nouveau dictionnaire de biographie alsacienne, article de François Lotz, vol. 30, p. 3041